# Brenda (Arizona)
Pour les articles homonymes, voir Brenda.
Brenda est une census-designated place du comté de La Paz, dans l'État de l'Arizona, aux États-Unis. En 2020, elle compte une population de 466 habitants.